# Figulus daitoensis
Figulus daitoensis es una especie de coleóptero de la familia Lucanidae.

## Distribución geográfica
Habita en Okinawa (Japón).